# 菊池耕太
菊池耕太（日语：／ Kikuchi Kōta，1997年1月24日—），日本男子短道速滑、速度滑冰运动员，2014年世界青年锦标赛男子3000米接力铜牌得主、2025年亚洲冬季运动会混合2000米接力铜牌得主。